# Hörselberg-Hainich
Hörselberg-Hainich – gmina w Niemczech, w kraju związkowym Turyngia, w powiecie Wartburg.

## Współpraca
Miejscowość partnerska:
- Kleinblittersdorf, Saara - kontakty utrzymuje dzielnica Behringen
- Miellen, Nadrenia-Palatynat - kontakty utrzymuje dzielnica Kälberfeld